# Martin Gordan (Eiskunstläufer)
Martin Gordan war ein deutscher Eiskunstläufer, der im Einzellauf startete.
Bei der Weltmeisterschaft 1902 in London gewann er die Bronzemedaille hinter Ulrich Salchow und Madge Syers. Diesen Erfolg konnte er bei der Weltmeisterschaft 1904 in Berlin wiederholen, diesmal hinter Salchow und Landsmann Heinrich Burger. Nach Beendigung seiner aktiven Sportlerkarriere war er auch als Punktrichter tätig.

## Ergebnisse
| Wettbewerb / Jahr     | 1899 | 1900 | 1901 | 1902 | 1903 | 1904 | 1905 | 1906 | 1907 |
| --------------------- | ---- | ---- | ---- | ---- | ---- | ---- | ---- | ---- | ---- |
| Weltmeisterschaften   |      |      |      | 3.   |      | 3.   | 5.   | 7.   | 6.   |
| Europameisterschaften | 4.   |      |      |      |      | 4.   | 5.   |      | 6.   |

| Personendaten    | Personendaten            |
| ---------------- | ------------------------ |
| NAME             | Gordan, Martin           |
| KURZBESCHREIBUNG | deutscher Eiskunstläufer |
| GEBURTSDATUM     | 19. Jahrhundert          |
| STERBEDATUM      | 20. Jahrhundert          |